# Артур Барсегян
Артур Барсегян (29 березня 2002) — вірменський плавець.
Учасник Олімпійських Ігор 2020 року, де в попередніх запливах на дистанціях 50 та 100 метрів вільним стилем посів, відповідно, 43-тє і 38-ме місця й не потрапив до півфіналів.